# Josef Murr
Josef Murr ( 1864 - 1932 ) fue un botánico, profesor y filólogo austríaco.

## Algunas obras
- Die Pflanzenwelt in der griechischen Mythologie (El mundo de las plantas en mitología griega). 1890 –.[3]

- Altgriechische Weisheit : Blumenlese von Sinnsprüchen aus griechischen Dichtern (Antigua sabiduría griega: antología de aforismos de poetas griegos), 1891

- Vokalismus und Gefühlsstimmung, in ihren zusammenhang an Homer und Vergil erläutert (Vocalismos y emociones: explicados en el contexto de Homero y Virgilio), 1908[4]

### Libros
- ''Flora: "Neue Übersicht der Farn - und Blütenpflanzen von Vorarlberg und Liechtenstein" (Nuevo estudio de helecho s y fanerógamas de Vorarlberg y Liechtenstein), de 1923 a 1926

## Honores

### Eponimia
Especies (11 + 2 + 8)
- (Asteraceae) Cirsium murrii Dalla Torre & Sarnth.[5]

- (Brassicaceae) Nasturtium × murrianum Zschacke[6]

- (Lamiaceae) Galeopsis murriana Borbás & Wettst. ex Murr[7]

- (Rosaceae) Potentilla murrii Zimmeter[8]
- La abreviatura «Murr» se emplea para indicar a Josef Murr como autoridad en la descripción y clasificación científica de los vegetales.[9]